# College Place (Washington)
College Place es una ciudad ubicada en el condado de Walla Walla en el estado estadounidense de Washington. En el año 2000 tenía una población de 7.818 habitantes y una densidad poblacional de 1.248,0 personas por km².

## Geografía
College Place se encuentra ubicada en las coordenadas 46°2′42″N 118°22′57″O / 46.04500, -118.38250.

## Demografía
Según la Oficina del Censo en 2000 los ingresos medios por hogar en la localidad eran de $30.330, y los ingresos medios por familia eran $40.833. Los hombres tenían unos ingresos medios de $34.167 frente a los $25.871 para las mujeres. La renta per cápita para la localidad era de $14.493. Alrededor del 16,0% de la población estaban por debajo del umbral de pobreza.